# Castelo de Dover

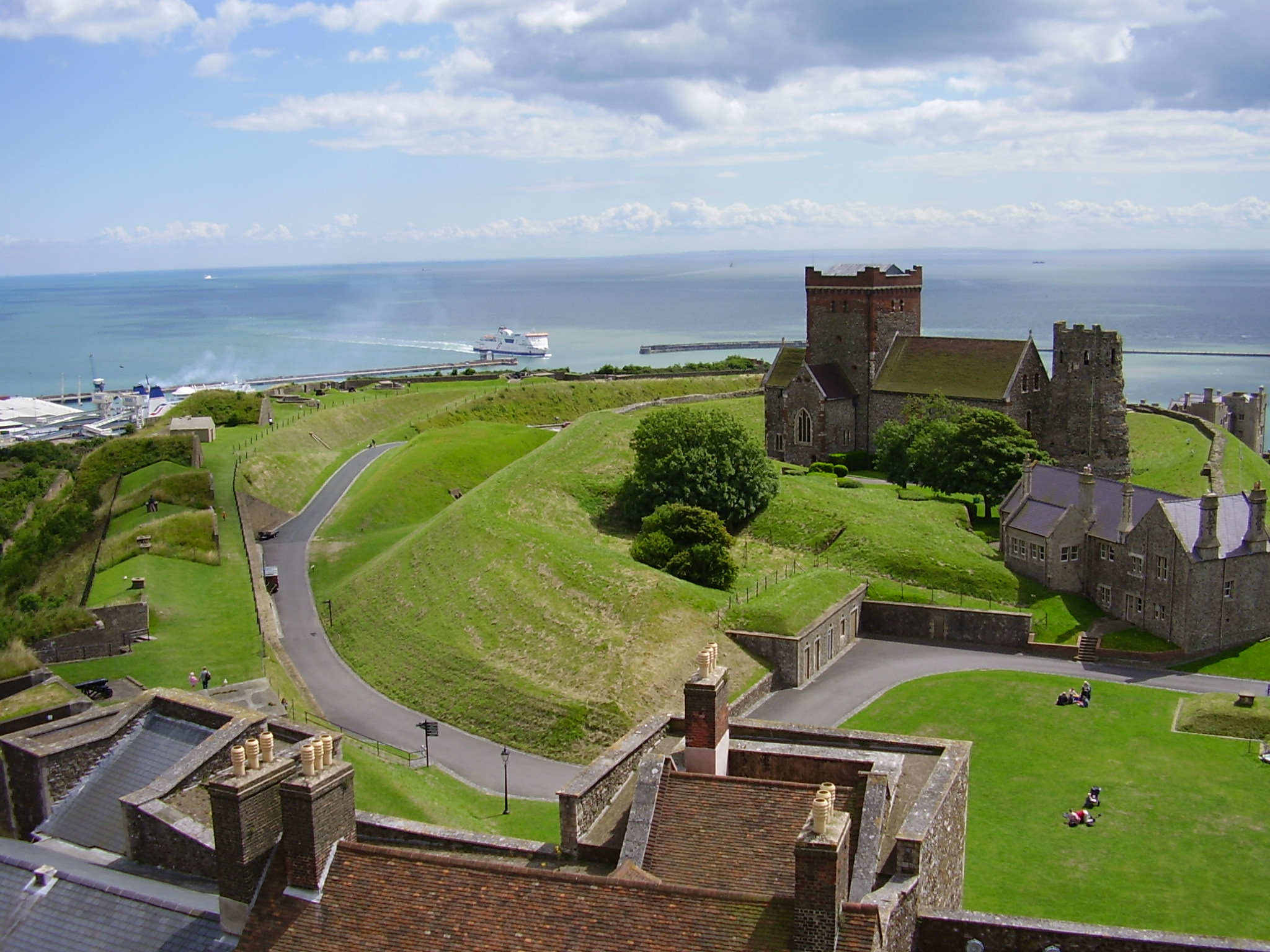
Uma vista da Igreja de Santa Maria em Castro a partir do castelo, e o porto adiante.

O Castelo de Dover ou, na sua forma portuguesa, de Dôver (em inglês:  Dover Castle) é um castelo medieval localizado na localidade homônima, em Kent, na Inglaterra. Foi construído no século XII e é conhecido como a "Chave da Inglaterra", devido sua importância defensiva ao longo da história.
Em os muros do castelo tem o só farol romano ainda erecto na Inglaterra.